# Ian Bryce

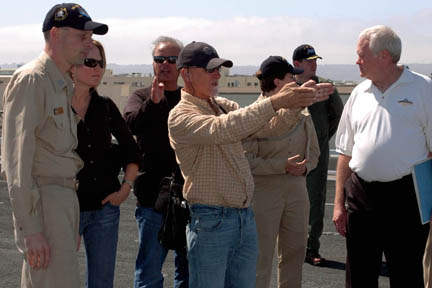
Ian Bryce (Mitte) auf dem Set zu Transformers – Die Rache (2008)

Ian Bryce (* 1956 in Totnes, Großbritannien) ist ein britischer Produzent, geschäftsführender Produzent, Regieassistent und Produktionsleiter.

## Leben
Bryce arbeitete sich nach und nach vom Regieassistenten und Produktionsassistenten zum Produzenten und Produktionsleiter hoch. Zu seinen bisher größten Erfolgen als Produzent zählen die Filme Der Soldat James Ryan (1998) und Spider-Man (2002). Für den Erstgenannten erhielt er eine Oscar-Nominierung.

## Filmografie (Auswahl)
als Produzent
- 1993: Die Wiege der Sonne (Rising Sun)
- 1993: Die Beverly Hillbillies sind los! (The Beverly Hillbillies)
- 1996: Twister
- 1998: Hard Rain
- 1998: Der Soldat James Ryan (Saving Private Ryan)
- 1999: Auf die stürmische Art (Forces of Nature)
- 2000: Almost Famous – Fast berühmt (Almost Famous)
- 2002: Spider-Man
- 2003: Tränen der Sonne (Tears of the Sun)
- 2005: Die Insel (The Island)
- 2007: Transformers
- 2009: Transformers – Die Rache (Transformers: Revenge of the Fallen)
- 2011: Transformers 3 (Transformers: Dark of the Moon)
- 2013: Pain & Gain
- 2013: World War Z
- 2014: Transformers: Ära des Untergangs (Transformers: Age of Extinction)
- 2017: War Machine
- 2017: Transformers: The Last Knight
- 2019: 6 Underground
- 2021: Abenteuer ʻOhana (Finding ’Ohana)
- 2022: Ambulance

als Associate Producer (Organisationsleiter/Ko-Produzent)
- 1985: Kampf um Endor (Ewoks: The Battle for Endor)
- 1986: Howard – Ein tierischer Held (Howard the Duck)
- 1992: Batmans Rückkehr (Batman Returns)

als Executive Producer (Geschäftsführer)
- 1994: Speed
- 2008: Hancock

als Regieassistent
- 1984: Indiana Jones und der Tempel des Todes (Indiana Jones and the Temple of Doom)
- 1984: Electric Dreams
- 1984: Partners in Crime (Fernsehserie, 11 Folgen)
- 1988: Falsches Spiel mit Roger Rabbit (Who Framed Roger Rabbit)

als Produktionsleiter
- 1983: Die Rückkehr der Jedi-Ritter (Return of the Jedi)
- 1989: Indiana Jones und der letzte Kreuzzug (Indiana Jones and the Last Crusade)
- 1992: Batmans Rückkehr (Batman Returns)

als produzierender Set-Aufnahmeleiter
- 1988: Tucker (Tucker: The Man and His Dream)
- 1990: Joe gegen den Vulkan (Joe Versus the Volcano)
- 1991: Rocketeer (The Rocketeer) (Als produzierender Set-Aufnahmeleiter)
- 1993: Die Wiege der Sonne (Rising Sun)
- 1993: Die Beverly Hillbillies sind los (The Beverly Hillbillies)
- 1994: Speed (Als produzierender Set-Aufnahmeleiter)

## Auszeichnungen
- 1999: Golden Globe: Auszeichnung in der Kategorie Bester Film – Drama für Der Soldat James Ryan
- 1999: Oscar: Nominierung in der Kategorie Bester Film für Der Soldat James Ryan
- 1999: BAFTA Award: Nominierung in der Kategorie Bester Film für Der Soldat James Ryan
- 1999: Saturn Award: Auszeichnung in der Kategorie Bester Action-/Adventure-/Thriller-Film für Der Soldat James Ryan
- 2000: Satellite Award: Nominierung in der Kategorie Bester Film – Komödie oder Musical für Almost Famous – Fast berühmt
- 2000: Boston Society of Film Critics Award: Auszeichnung in der Kategorie Bester Film für Almost Famous – Fast berühmt
- 2001: Golden Globe: Auszeichnung in der Kategorie Beste Komödie oder Musical für Almost Famous – Fast berühmt
- 2001: BAFTA Award: Nominierung in der Kategorie Bester Film für Almost Famous – Fast berühmt
- 2002: Saturn Award: Nominierung in der Kategorie Bester Fantasyfilm für Spider-Man
- 2003: MTV Movie Award: Nominierung in der Kategorie Bester Film für Spider-Man
- 2005: Saturn Award: Nominierung in der Kategorie Bester Science-Fiction-Film für Die Insel
- 2007: Saturn Award: Nominierung in der Kategorie Bester Science-Fiction-Film für Transformers
- 2010: Goldene Himbeere: Auszeichnung in der Kategorie Schlechtester Film und Nominierung in der Kategorie Schlechteste Neuverfilmung oder Fortsetzung für Transformers – Die Rache
- 2012: Goldene Himbeere: Nominierung in der Kategorie Schlechtester Film für Transformers 3
- 2015: Goldene Himbeere: Nominierung in der Kategorie Schlechtester Film für Teenage Mutant Ninja Turtles
- 2015: Goldene Himbeere: Nominierung in der Kategorie Schlechtester Film für Transformers: Ära des Untergangs
- 2015: Goldene Himbeere: Nominierung in der Kategorie Schlechteste Neuverfilmung oder Fortsetzung für Teenage Mutant Ninja Turtles
- 2015: Goldene Himbeere: Nominierung in der Kategorie Schlechteste Neuverfilmung oder Fortsetzung für Transformers: Ära des Untergangs
- 2018: Goldene Himbeere: Nominierung in der Kategorie Schlechtester Film für Transformers: The Last Knight
- 2018: Goldene Himbeere: Nominierung in der Kategorie Schlechteste Neuverfilmung oder Fortsetzung für Transformers: The Last Knight